# 46 Velorum
46 Velorum (C Velorum) é uma estrela na direção da Vela. Possui uma ascensão reta de 08h 34m 43.61s e uma declinação de −49° 56′ 39.3″. Sua magnitude aparente é igual a 5.01. Considerando sua distância de 876 anos-luz em relação à Terra, sua magnitude absoluta é igual a −2.14. Pertence à classe espectral K1/K2II.